# Venuti dalle Madonie a cercar Carbone
Venuti dalle Madonie a cercar Carbone è un album del gruppo musicale italiano Denovo, pubblicato nel 1989.
Il disco, disponibile su long playing, musicassetta e compact disc, ha come titolo un gioco di parole coi cognomi dei componenti: Mario Venuti, Luca e Gabriele Madonia (al plurale "Madonie") e Toni Carbone.
L'album è prodotto da Franco Battiato. Dei 10 brani contenuti in esso, 5 sono composti da Luca Madonia, gli altri 5 da Venuti. Gli arrangiamenti sono curati dalla band.
Dal disco vengono tratti i singoli Buon umore/Non c'è più posto in paradiso e, l'anno seguente, Mi viene un brivido/Non ti mettere in nero.
Nello stesso 1990 il gruppo siciliano si scioglie.

## Tracce

### Lato A
1. Buon umore
2. Mi viene un brivido
3. Così non va
4. Tempi di libero amore
5. Lysoform (Chi sono io)

### Lato B
1. Non c'è più posto in paradiso
2. Non ti mettere in nero
3. Primo sguardo
4. Esageratamente me
5. I promessi sposi